# هوریکادووا مادیگه
هوریکادووا مادیگه (به لاتین: Hurikaduwa Madige) یک منطقهٔ مسکونی در سری‌لانکا است که در استان مرکزی (سری‌لانکا) واقع شده‌است.